# Aschat Tagybergen
Aschat Tagybergenuły Tagybergen (ur. 9 sierpnia 1990 w Kyzyłordzie) – kazachski piłkarz, grający na pozycji pomocnika.

## Kariera klubowa
Tagybergen profesjonalną karierę rozpoczął w klubie Kajsar Kyzyłorda, w którym występował do końca 2012 roku. Na początku 2013 roku przeniósł się do FK Aktöbe.

## Kariera reprezentacyjna
W reprezentacji Kazachstanu zadebiutował 7 czerwca 2014 roku w towarzyskim meczu przeciwko reprezentacji Węgier. Na boisku pojawił się w 65 minucie meczu.
| Mecze i gole w reprezentacji | Mecze i gole w reprezentacji | Mecze i gole w reprezentacji | Mecze i gole w reprezentacji | Mecze i gole w reprezentacji | Mecze i gole w reprezentacji | Mecze i gole w reprezentacji |
| #                            | Data                         | Stadion                      | Rywal                        | Wynik                        | Gol                          | Rozgrywki                    |
| 2014                         | 2014                         | 2014                         | 2014                         | 2014                         | 2014                         | 2014                         |
| ---------------------------- | ---------------------------- | ---------------------------- | ---------------------------- | ---------------------------- | ---------------------------- | ---------------------------- |
| 1.                           | 07.06.2014                   | Budapeszt, Węgry             | Węgry                        | 0:3                          | 0                            | towarzyski                   |

## Sukcesy
Aktobe
- Mistrzostwo Kazachstanu: 2013